# Ursula Naumann
Ursula Naumann (* 9. Februar 1945 in Görlitz; † 4. November 2022 in Erlangen) war eine deutsche Schriftstellerin und Germanistin.

## Leben und Werk
Ursula Naumann, geborene Petry, ist in Schwarzenbruck im Landkreis Nürnberg aufgewachsen. Nach ihrem Studium der Germanistik, Literaturwissenschaft und Kunstgeschichte in München, Berlin und Erlangen promovierte sie 1974 bei Kurt Wölfel über Jean Paul. Als freie Autorin lebte sie im mittelfränkischen Baiersdorf. Schwerpunkt ihres Schaffens waren Biografien über deutsche Autoren und Entdecker. Zudem arbeitete sie als Journalistin für den Bayerischen Rundfunk. Von 1986 bis 1997 war sie Mitarbeiterin an der Schiller-Nationalausgabe. 2003 erhielt Ursula Naumann den Preis der Erlanger Kulturstiftung. Mit dem Friedrich-Baur-Preis wurde sie 2014 ausgezeichnet. Bis zu dessen Tod war sie mit dem Germanisten Bernd Naumann verheiratet. Sie starb 2022 im Alter von 77 Jahren.

## Werke (Auswahl)
- Predigende Poesie: zur Bedeutung von Predigt, geistlicher Rede und Predigertum für das Werk Jean Pauls. In: Erlanger Beiträge zur Sprach- und Kunstwissenschaft. Band 55. Carl, Nürnberg 1976, ISBN 978-3-418-00055-8.
- Adalbert Stifter, Stuttgart 1979 (Sammlung Metzler Band 186)
- Urania in Ketten. Jean Pauls „Titaniden“, mit einem Anhang Fünf Briefe der Charlotte von Kalb, in: Jahrbuch der Jean-Paul-Gesellschaft 1980, S. 82–130
- Charlotte von Kalb. Eine Lebensgeschichte (1761 - 1843), Stuttgart: Metzler  1985
- (Hrsg.) Schillers Werke Bd. 34., Briefwechsel. - Briefe an Schiller 1.3.1790 - 24.5.1794. Teil 1. (Text), Weimar: Böhlau 1991
- (Hrsg.) "Mein lieb lieb Lies! Die Briefe der Annette von Droste-Hülshoff an Elise Rüdiger [Elise von Hohenhausen]. Nach den Handschriften hrsg. und mit einem Nachwort versehen, Frankfurt: Ullstein 1992
- (Hrsg.) Friedrich von Schlegel, Lucinde. Ein Roman. Mit Friedrich Schleiermachers "Vertrauten Briefen über Friedrich Schlegels "Lucinde", München: Goldmann 1985, 2. Auflage, München 1993
- (Hrsg.) Schillers Werke Bd. 34., Briefwechsel : Briefe an Schiller 1.3.1790 - 24.5.1794.Teil 2., (Anmerkungen), Weimar: Böhlau 1997
- Pribers Paradies. Ein deutscher Utopist in der amerikanischen Wildnis, Frankfurt: Eichborn Verlag 2001, Reihe Die Andere Bibliothek
- Schiller, Lotte und Line. Eine klassische Dreiecksgeschichte, Frankfurt: Insel Verlag 2004, 2005, 2006, 2014.
- Schillers Königin. Das Leben der Charlotte von Kalb, Frankfurt/Leipzig: Insel Verlag 2006
- Euphrat Queen. Eine Expedition ins Paradies, München: Beck 2006
- Geträumtes Glück. Angelica Kauffmann und Goethe, Frankfurt: Insel Verlag 2007, ISBN 978-3-458-17368-7
- Auf Forsters Canapé - Liebe in Zeiten der Revolution.  Berlin 2012, Insel Verlag, ISBN 978-3-458-17561-2
- El Caballero Gustavo Bergenroth. Wie ein preußischer Forscher in Spanien Geschichte schrieb. Insel Verlag 2020, ISBN 978-3-458-17848-4